# Fanini-Wührer
Fanini-Wührer, Linea MD Italia-Maggi Mobili, Maggi Mobili-Fanini oder Lega F.C.I. war ein italienisches Radsportteam im Straßenradsport, welches von 1984 bis 1985 bestand. Nach der Saison 1985 fusionierte das Team mit Murella-Fanini.

## Geschichte
Das Team wurde 1984 unter der Leitung von Piero Pieroni gegründet. Beim Giro d’Italia konnte Platz 40 in der Gesamtwertung und der zweite Platz in der Nachwuchswertung sowie Platz 10 bei der Tre Valli Varesine erreicht werden. 1985 konnte der neunte Platz in der Gesamtwertung beim Giro d’Italia und Platz 3 bei Giro di Romagna erzielt werden. Nach der Saison 1985 fusionierte das Team mit Murella-Fanini.
Hauptsponsoren waren 1984 und 1985 ein italienischer Radhersteller Fanini und 1985 jeweils für kurze Zeit der italienischen Möbelhersteller Linea MD und der italienische Möbelhersteller Maggi Mobili. Co-Sponsor 1984 war die italienische Brauerei Wührer. Anfang August 1985 übernahm der italienische Radsportverband das Team wegen finanziellen Schwierigkeiten und Lega F.C.I. auf das Trikot übernommen. 

## Erfolge
1985
- eine Etappe Giro d’Italia
- Giro del Friuli

## Wichtige Platzierungen
Grand Tours
| Grand Tour        | 1984 | 1985 |
| ----------------- | ---- | ---- |
| Giro d’ItaliaGiro | 40   | 9    |

Monumente des Radsports
| Monument                 | 1984 | 1985 |
| ------------------------ | ---- | ---- |
| Mailand–Sanremo          | –    | 61   |
| Lüttich–Bastogne–Lüttich | –    | 72   |
| Lombardei-Rundfahrt      | 38   | 11   |

## Bekannte Fahrer
- Jens Veggerby (1984–1985)
- Franco Chioccioli (1985)